# Campeonato Brasileiro Série A 2019
Il Campeonato Brasileiro Série A 2019 (in italiano Campionato Brasiliano Serie A 2019) è stato la 49ª edizione del massimo campionato brasiliano di calcio.

## Formula
Girone all'italiana con partite di andata e ritorno. Vince il campionato la squadra che totalizza più punti, retrocedono in Série B le ultime 4 classificate. In caso di arrivo a pari punti tra due o più squadre, per determinarne l'ordine in classifica sono utilizzati, nell'ordine, i seguenti criteri:
1. Maggior numero di vittorie;
2. Miglior differenza reti;
3. Maggior numero di gol segnati;
4. Confronto diretto (solo nel caso di arrivo a pari punti di due squadre);
5. Minor numero di espulsioni;
6. Minor numero di ammonizioni;
7. Sorteggio.

## Squadre partecipanti
| Squadra          | Città          | Stato             | Stadio                        | Stagione precedente |
| ---------------- | -------------- | ----------------- | ----------------------------- | ------------------- |
| Atlético Mineiro | Belo Horizonte | Minas Gerais      | Independência                 | 6° in Série A       |
| Athl. Paranaense | Curitiba       | Paraná            | Arena da Baixada              | 7° in Série A       |
| Avaí             | Florianópolis  | Santa Catarina    | Estádio da Ressacada          | 3° in Série B       |
| Bahia            | Salvador       | Bahia             | Arena Fonte Nova              | 11° in Série A      |
| Botafogo         | Rio de Janeiro | Rio de Janeiro    | Stadio Olimpico Nilton Santos | 9° in Série A       |
| Ceará            | Fortaleza      | Ceará             | Castelão                      | 15° in Série A      |
| Chapecoense      | Chapecó        | Santa Catarina    | Arena Condá                   | 14° in Série A      |
| Corinthians      | San Paolo      | San Paolo         | Arena Corinthians             | 13° in Série A      |
| Cruzeiro         | Belo Horizonte | Minas Gerais      | Mineirão                      | 8° in Série A       |
| CSA              | Maceió         | Alagoas           | Estádio Rei Pelé              | 2° in Série B       |
| Flamengo         | Rio de Janeiro | Rio de Janeiro    | Stadio Maracanã               | 2° in Série A       |
| Fluminense       | Rio de Janeiro | Rio de Janeiro    | Stadio Maracanã               | 12° in Série A      |
| Fortaleza        | Fortaleza      | Ceará             | Castelão                      | 1° in Série B       |
| Goiás            | Goiânia        | Goiás             | Estádio da Serrinha           | 4° in Série B       |
| Grêmio           | Porto Alegre   | Rio Grande do Sul | Arena do Grêmio               | 4° in Série A       |
| Internacional    | Porto Alegre   | Rio Grande do Sul | Estádio Beira-Rio             | 3° in Série A       |
| Palmeiras        | San Paolo      | San Paolo         | Allianz Parque                | 1° in Série A       |
| San Paolo        | San Paolo      | San Paolo         | Stadio Morumbi                | 5° in Série A       |
| Santos           | Santos         | San Paolo         | Vila Belmiro                  | 10° in Série A      |
| Vasco da Gama    | Rio de Janeiro | Rio de Janeiro    | Estádio São Januário          | 16° in Série A      |

## Allenatori
| Squadra              | Allenatore |
| -------------------- | --- |
| Atletico Mineiro     | Rodrigo Santana (1ª-25ª) Vágner Mancini |
| Athletico Paranaense | Tiago Nunes |
| Avai                 | Geninho (1ª-9ª) Alberto Valentim (10ª-24ª) Evando                                                                                               |
| Bahia                | Roger Machado |
| Botafogo             | Eduardo Barroca (1ª-23ª) Bruno Lazaroni (24.ª-25ª, interim) Alberto Valentim                                                                    |
| Ceará                | Enderson Moreira (1ª-22ª) Adílson Batista (23ª-35ª) Argel Fucks                                                                                 |
| Chapecoense          | Ney Franco (1ª-11ª) Emerson Cris (12.ª-19ª, interim) Marquinhos Santos                                                                          |
| Corinthians          | Fábio Carille (1ª-30ª) Dyego Coelho (interim)                                                                                                   |
| Cruzeiro             | Mano Menezes (1ª-13ª) Ricardo Resende (14ª, interim) Rogério Ceni (15ª-21ª) Ricardo Resende (22ª, interim) Abel Braga (23ª-35ª) Adílson Batista |
| CSA                  | Marcelo Cabo (1ª-9ª) Argel Fucks (10ª-35ª) Jacozinho                                                                                            |
| Flamengo             | Abel Braga (1ª-6ª) Marcelo Salles (7ª-9ª, interim) Jorge Jesus                                                                                  |
| Fluminense           | Fernando Diniz (1ª-15ª) Oswaldo de Oliveira (16ª-21ª) Marcão                                                                                    |
| Fortaleza            | Rogério Ceni (1ª-13ª) Marconne Montenegro (14ª, interim) Zé Ricardo (15ª-21ª) Rogério Ceni                                                      |
| Goiás                | Claudinei Oliveira (1ª-13ª) Robson Gomes (7ª, interim) Ney Franco                                                                               |
| Grêmio               | Renato Gaúcho |
| Internacional        | Odair Hellmann (1ª-24ª) Ricardo Colbachini (25ª-27ª,interim) Zé Ricardo                                                                         |
| Palmeiras            | Luiz Felipe Scolari (1ª-17ª) Mano Menezes |
| Santos               | Jorge Sampaoli |
| San Paolo            | Cuca (1ª-21ª) Fernando Diniz |
| Vasco da Gama        | Marcos Valadares (1ª-4ª, interim) Vanderlei Luxemburgo                                                                                          |

## Classifica finale
|  | Pos. | Squadra          | Pt | G  | V  | N  | P  | GF | GS | DR  |
|  | ---- | ---------------- | -- | -- | -- | -- | -- | -- | -- | --- |
|  | 1.   | Flamengo         | 90 | 38 | 28 | 6  | 4  | 86 | 37 | +49 |
|  | 2.   | Santos           | 74 | 38 | 22 | 8  | 8  | 60 | 33 | +27 |
|  | 3.   | Palmeiras        | 74 | 38 | 21 | 11 | 6  | 61 | 32 | +29 |
|  | 4.   | Grêmio           | 65 | 38 | 19 | 8  | 11 | 64 | 39 | +25 |
|  | 5.   | Athl. Paranaense | 64 | 38 | 18 | 10 | 10 | 51 | 32 | +19 |
|  | 6.   | San Paolo        | 63 | 38 | 17 | 12 | 9  | 39 | 30 | +9  |
|  | 7.   | Internacional    | 57 | 38 | 16 | 9  | 13 | 44 | 39 | +5  |
|  | 8.   | Corinthians      | 56 | 38 | 14 | 14 | 10 | 42 | 34 | +8  |
|  | 9.   | Fortaleza        | 53 | 38 | 15 | 8  | 15 | 50 | 49 | +1  |
|  | 10.  | Goiás            | 52 | 38 | 15 | 7  | 16 | 46 | 64 | -18 |
|  | 11.  | Bahia            | 49 | 38 | 12 | 13 | 13 | 44 | 43 | +1  |
|  | 12.  | Vasco da Gama    | 49 | 38 | 12 | 13 | 13 | 39 | 45 | -6  |
|  | 13.  | Atlético Mineiro | 48 | 38 | 13 | 9  | 16 | 45 | 49 | -4  |
|  | 14.  | Fluminense       | 46 | 38 | 12 | 10 | 16 | 38 | 46 | -8  |
|  | 15.  | Botafogo         | 43 | 38 | 13 | 4  | 21 | 31 | 45 | -14 |
|  | 16.  | Ceará            | 39 | 38 | 10 | 9  | 19 | 36 | 41 | -5  |
|  | 17.  | Cruzeiro         | 36 | 38 | 7  | 15 | 16 | 27 | 46 | -19 |
|  | 18.  | CSA              | 32 | 38 | 8  | 8  | 22 | 24 | 58 | -34 |
|  | 19.  | Chapecoense      | 32 | 38 | 7  | 11 | 20 | 31 | 52 | -21 |
|  | 20.  | Avaí             | 20 | 38 | 3  | 11 | 24 | 18 | 62 | -44 |

Legenda:
     Campione del Brasile e ammessa alla Coppa Libertadores e Supercopa do Brasil
     Ammesse alla fase a gironi della Coppa Libertadores
     Ammesse ai preliminari della Coppa Libertadores
     Ammesse alla fase a gironi della Coppa Sudamericana
     Retrocesse in Série B
Note:
Tre punti a vittoria, uno a pareggio, zero a sconfitta.

## Risultati
| Casa/Trasferta   | ATM | ATP | AVA | BAH | BOT | CEA | CHA | CRN | CRU | CSA | FLA | FLU | FOR | GOI | GRÊ | INT | PAL | SPA | SAN | VAS |
| ---------------- | --- | --- | --- | --- | --- | --- | --- | --- | --- | --- | --- | --- | --- | --- | --- | --- | --- | --- | --- | --- |
| Atlético Mineiro | —   | 0–1 | 2–1 | 0–1 | 2–0 | 2–1 | 0–2 | 2–1 | 2–0 | 4–0 | 2–1 | 2–1 | 2–2 | 2–0 | 1–4 | 1–3 | 0–2 | 1–1 | 2–0 | 1–2 |
| Atl. Paranaense  | 1–0 | —   | 0–1 | 1–0 | 1–0 | 1–0 | 1–1 | 0–2 | 0–0 | 1–0 | 0–2 | 3–0 | 4–1 | 4–1 | 2–0 | 1–0 | 1–1 | 0–1 | 1–0 | 4–1 |
| Avai             | 1–0 | 0–0 | —   | 0–2 | 0–2 | 1–2 | 0–1 | 1–1 | 2–2 | 0–0 | 0–3 | 1–1 | 1–3 | 0–0 | 1–1 | 0–2 | 1–2 | 0–0 | 1–2 | 0–0 |
| Bahia            | 1–1 | 1–2 | 1–0 | —   | 2–0 | 1–2 | 1–1 | 3–2 | 0–0 | 1–0 | 3–0 | 3–2 | 1–1 | 1–1 | 1–0 | 2–3 | 1–1 | 0–0 | 0–1 | 1–1 |
| Botafogo         | 2–1 | 2–1 | 2–0 | 3–2 | —   | 1–1 | 0–0 | 1–0 | 0–2 | 2–1 | 0–1 | 0–1 | 1–0 | 3–1 | 0–1 | 0–1 | 0–1 | 1–2 | 0–1 | 1–0 |
| Ceará            | 1–2 | 1–1 | 1–0 | 0–0 | 0–0 | —   | 4–1 | 0–1 | 0–0 | 4–0 | 0–3 | 2–0 | 2–1 | 0–1 | 2–1 | 2–0 | 2–0 | 1–1 | 0–1 | 1–1 |
| Chapecoense      | 1–2 | 1–1 | 1–0 | 0–0 | 0–1 | 1–0 | —   | 0–1 | 1–1 | 3–0 | 0–1 | 1–1 | 1–3 | 2–2 | 0–1 | 2–0 | 1–2 | 0–3 | 0–1 | 1–2 |
| Corinthians      | 1–0 | 2–2 | 3–0 | 1–0 | 2–0 | 2–2 | 1–0 | —   | 1–2 | 1–0 | 1–1 | 1–2 | 3–2 | 2–0 | 0–0 | 0–0 | 1–1 | 1–0 | 0–0 | 1–0 |
| Cruzeiro         | 0–0 | 0–2 | 0–0 | 1–1 | 0–0 | 1–0 | 1–2 | 0–0 | —   | 0–1 | 1–2 | 0–0 | 1–1 | 2–1 | 1–4 | 1–1 | 0–2 | 1–0 | 2–0 | 1–0 |
| CSA              | 2–2 | 0–4 | 3–1 | 1–2 | 1–2 | 1–0 | 2–0 | 2–1 | 1–1 | —   | 0–2 | 0–1 | 0–2 | 1–0 | 0–0 | 1–0 | 1–1 | 1–2 | 0–0 | 0–3 |
| Flamengo         | 3–1 | 3–2 | 6–1 | 3–1 | 3–2 | 4–1 | 2–1 | 4–1 | 3–1 | 1–0 | —   | 2–0 | 2–0 | 6–1 | 3–1 | 3–1 | 3–0 | 0–0 | 1–0 | 4–4 |
| Fluminense       | 1–1 | 1–2 | 0–1 | 2–0 | 0–1 | 1–1 | 1–1 | 1–0 | 4–1 | 0–1 | 0–0 | —   | 0–0 | 0–1 | 2–1 | 2–1 | 1–0 | 1–2 | 1–1 | 0–0 |
| Fortaleza        | 2–2 | 2–1 | 2–0 | 2–1 | 1–0 | 1–0 | 2–0 | 1–3 | 2–1 | 3–0 | 1–2 | 0–1 | —   | 2–0 | 2–1 | 0–1 | 0–1 | 0–1 | 2–1 | 1–1 |
| Goias            | 0–0 | 2–1 | 2–0 | 4–3 | 1–0 | 2–1 | 3–1 | 2–2 | 1–0 | 1–0 | 2–2 | 3–0 | 1–2 | —   | 3–2 | 2–1 | 1–2 | 1–2 | 0–3 | 0–1 |
| Gremio           | 1–0 | 2–1 | 6–1 | 0–1 | 3–0 | 2–1 | 3–3 | 0–0 | 2–0 | 2–1 | 0–1 | 4–5 | 1–0 | 3–0 | —   | 2–0 | 1–1 | 3–0 | 1–2 | 2–1 |
| Internacional    | 2–1 | 1–1 | 2–0 | 3–1 | 3–2 | 1–0 | 1–0 | 0–0 | 3–1 | 2–0 | 2–1 | 2–1 | 2–2 | 1–2 | 1–1 | —   | 1–1 | 1–0 | 0–0 | 0–1 |
| Palmeiras        | 1–1 | 1–0 | 2–0 | 2–2 | 1–0 | 1–0 | 1–0 | 1–1 | 1–0 | 6–2 | 1–3 | 3–0 | 4–0 | 5–1 | 1–2 | 1–0 | —   | 3–0 | 4–0 | 1–1 |
| San Paolo        | 2–0 | 0–1 | 1–0 | 0–0 | 2–0 | 1–0 | 4–0 | 1–0 | 1–1 | 1–1 | 1–1 | 0–2 | 2–1 | 0–1 | 0–0 | 2–1 | 1–1 | —   | 3–2 | 1–0 |
| Santos           | 3–1 | 1–1 | 3–1 | 1–0 | 4–1 | 2–1 | 2–0 | 1–0 | 4–1 | 2–0 | 4–0 | 2–1 | 3–3 | 6–1 | 0–3 | 0–0 | 2–0 | 1–1 | —   | 3–0 |
| Vasco da Gama    | 1–2 | 1–1 | 1–1 | 0–2 | 2–1 | 1–0 | 1–1 | 1–1 | 1–0 | 0–0 | 1–4 | 2–1 | 1–0 | 1–1 | 1–3 | 2–1 | 1–2 | 2–0 | 0–1 | —   |